# Саад ад-Даула
Саад ад-даула, Наджаф Кулі-хан Бахтіарі (перс. نجفقلیخان بختیاری) (1846–1930) — перський державний і політичний діяч, один з лідерів конституційної революції, двічі обіймав посаду прем'єр-міністра країни. Також був членом парламенту чотирьох скликань від Тегерана.